# کهن (بازی ویدئویی)
«کهن» (انگلیسی: Primal) یک بازی ویدئویی در سبک بازی اکشن-ماجراجویی است که توسط سونی اینتراکتیو انترتینمنت و در سال ۲۰۰۳ در پلت‌فرم‌های پلی‌استیشن ۲ و پلی‌استیشن ۳ منتشر شده‌است.